# Comuna Novoselivka, Velîka Mîhailivka
Novoselivka (în ucraineană Новоселівка) este o comună în raionul Velîka Mîhailivka, regiunea Odesa, Ucraina, formată din satele Hirske, Kardamîceve, Novoselivka (reședința) și Trudomîrivka.

## Demografie
Componența lingvistică a comunei Novoselivka
     Ucraineană (87,47%)
     Rusă (9,31%)
     Română (2,53%)
     Alte limbi (0,46%)
Conform recensământului din 2001, majoritatea populației comunei Novoselivka era vorbitoare de ucraineană (87,47%), existând în minoritate și vorbitori de rusă (9,31%) și română (2,53%).